# 労働者災害補償に関する条約
労働者災害補償に関する条約（ろうどうしゃさいがいほしょうにかんするじょうやく、英語: Convention concerning Workmen's Compensation for Accidents）は、国際労働機関の条約。1925年6月10日に採択され、1927年4月1日に発効した。労働者災害補償の原則を規定する条約であり、1964年の業務災害の場合における給付に関する条約で改定された。
2018年4月現在、74か国が批准しており、うちスウェーデンが1969年に、ウルグアイが1978年に、チリが2000年に脱退している。